# Jelko Kacin
Jelko Kacin (ur. 26 listopada 1955 w Celje) – słoweński polityk, były minister i poseł krajowy, były przewodniczący Liberalnej Demokracji Słowenii, deputowany do Parlamentu Europejskiego VI i VII kadencji.

## Życiorys
W 1980 ukończył studia z zakresu obronności na Uniwersytecie Lublańskim. Pracował jako urzędnik w administracji miasta Kranj, następnie jako doradca zarządu miasta i dyrektor lokalnej obrony cywilnej.
Od 1990 obejmował stanowiska w administracji rządowej. Był zastępcą sekretarza republiki ds. obrony, w 1991 został ministrem informacji. W okresie swojego urzędowania ustanowił słoweńską agencję prasową STA, zajmował się także organizowaniem konferencji prasowych podczas wojny dziesięciodniowej.
Należał do Demokratycznej Partii Słowenii, z którą w 1994 współtworzył nową Liberalną Demokrację Słowenii. W 1992 bez powodzenia kandydował w wyborach prezydenckich, otrzymując 7% głosów. Od 1994 do 1996 był ministrem obrony w drugim rządzie Janeza Drnovška.
W 1996 i 2000 uzyskiwał mandat posła do słoweńskiego Zgromadzenia Państwowego. Przewodniczył komisji stosunków międzynarodowych oraz komisji spraw zagranicznych. Zasiadał także w radzie miasta Kranj.
Od 2003 był obserwatorem w Parlamencie Europejskim i przedstawicielem Słowenii w Konwencie Unii Europejskiej. W 2004 uzyskał mandat europosła z ramienia Liberalnej Demokracji Słowenii. Przystąpił w PE do grupy Porozumienia Liberałów i Demokratów na rzecz Europy oraz do Komisji Spraw Zagranicznych.
Od 15 października 2005 do 30 czerwca 2007 zajmował stanowisko przewodniczącego Liberalnej Demokracji Słowenii. Zrezygnował po kryzysie w partii, skutkującym odejściem znacznej liczby działaczy (w tym Antona Ropa). W wyborach europejskich w 2009 uzyskał reelekcję do Europarlamentu ponownie z listy LDS. Wszedł w skład tej samej frakcji oraz komisji co w poprzedniej kadencji.
W Europarlamencie zasiadał do 2014. W latach 2015–2019 był stałym przedstawicielem Słowenii przy NATO. W 2020 dołączył ponownie do administracji rządowej jako rzecznik sztabu kryzysowego powołanego w związku z pandemią COVID-19. W tym samym roku objął funkcję rzecznika prasowego rządu Janeza Janšy. W styczniu 2021 powołany na sekretarza stanu w kancelarii premiera, powierzono mu koordynację kampanii szczepień przeciw COVID-19; funkcję sekretarza stanu pełnił do 2022.